# Friedrich Tietjen

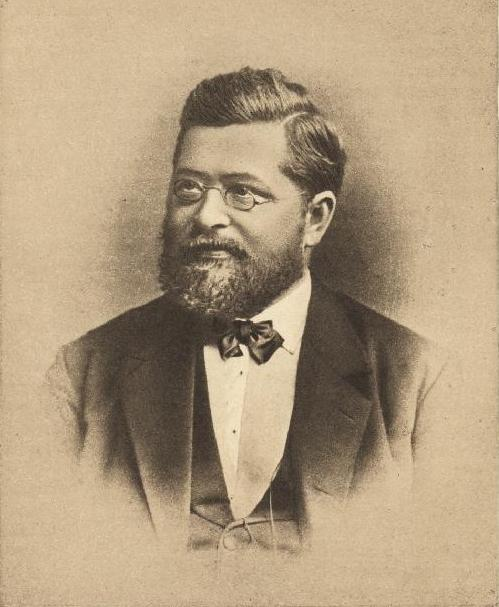
Friedrich Tietjen

Friedrich Tietjen (* 15. Oktober 1832 in Garnholt; † 21. Juni 1895 in Berlin) war ein deutscher Astronom. Er war ab 1861 ununterbrochen an der Berliner Sternwarte tätig und entdeckte 1865 den Asteroiden (86) Semele. Von 1874 bis zu seinem Tode war er der erste Direktor des an der Sternwarte gegründeten Astronomischen Rechen-Instituts.

## Jugend und Ausbildung
Tietjen stammte aus bäuerlichen Verhältnissen und sollte nach dem Wunsch der Eltern die Hausmannstelle seines Vaters in Garnholt übernehmen. Er besuchte von 1839 bis 1847 die Volksschule in Hüllstede und arbeitete danach noch einige Zeit auf dem elterlichen Hof. Bereits damals zeigte er mathematische Begabung und großes Interesse an der Beobachtung des Sternenhimmels und erhielt im Alter von 20 Jahren die Genehmigung seines Vaters, eine Schule in Oldenburg zu besuchen und seine Hochschulreife zu erlangen. 1853 ging Tietjen nach Braunschweig an das Collegium Carolineum, um sich dort auf sein Studium der Mathematik, Physik und Astronomie in Göttingen vorzubereiten.

## Berufsleben
Nach dem Studium zog es Friedrich Tietjen nach Berlin. Dort beobachtete er lange Zeit Planeten und Kometen, wobei er 1859 als junges Talent entdeckt wird. 1863 promovierte er über die Methoden zur Bestimmung der Planetenlaufbahnen (De methodis ad orbitas cometarum determinandas adhibitis introductio) und wurde so Professor und Doktor der Astronomie. Mit dieser Auszeichnung wurde er zum 1. Assistenten der königlichen Sternwarte ernannt.
1866 erhielt er vom preußischen König seinen ersten großen Auftrag: Zusammen mit dem Direktor der Sternwarte sollte er am südlichen Jadebusen nach einem geeigneten Punkt für die Vermessung Norddeutschlands suchen. Er setzte den astronomischen Pfeiler von Dangast, der zur Festlegung des mitteleuropäischen Gradnetzes nach einem internationalen Abkommen dient, und begann dort am 25. April 1866 mit der Vermessung. Durch die Messungen fand er mit anderen Forschern heraus, dass die Erde keine Kugel, sondern ein sogenannter Rotationsellipsoid ist.
1868 wurde Friedrich Tietjen Direktor der Berliner Sternwarte und wurde so auch Herausgeber des „Astronomischen Jahrbuchs“. Im selben Jahr übertrug man ihm auch eine Expedition nach Indien, bei der er eine Sonnenfinsternis beobachten sollte. Er unternahm dafür eine wochenlange Seefahrt, erlebte das pulsierende Leben in den orientalischen Hafenstädten auf der Durchreise und wurde in Bombay vom englischen Gouverneur persönlich begrüßt. In seinen Briefen, die sich heute noch im Besitz der Familie befinden, beschrieb er seine lange und aufregende Reise nach Indien.

## Nachwirkungen

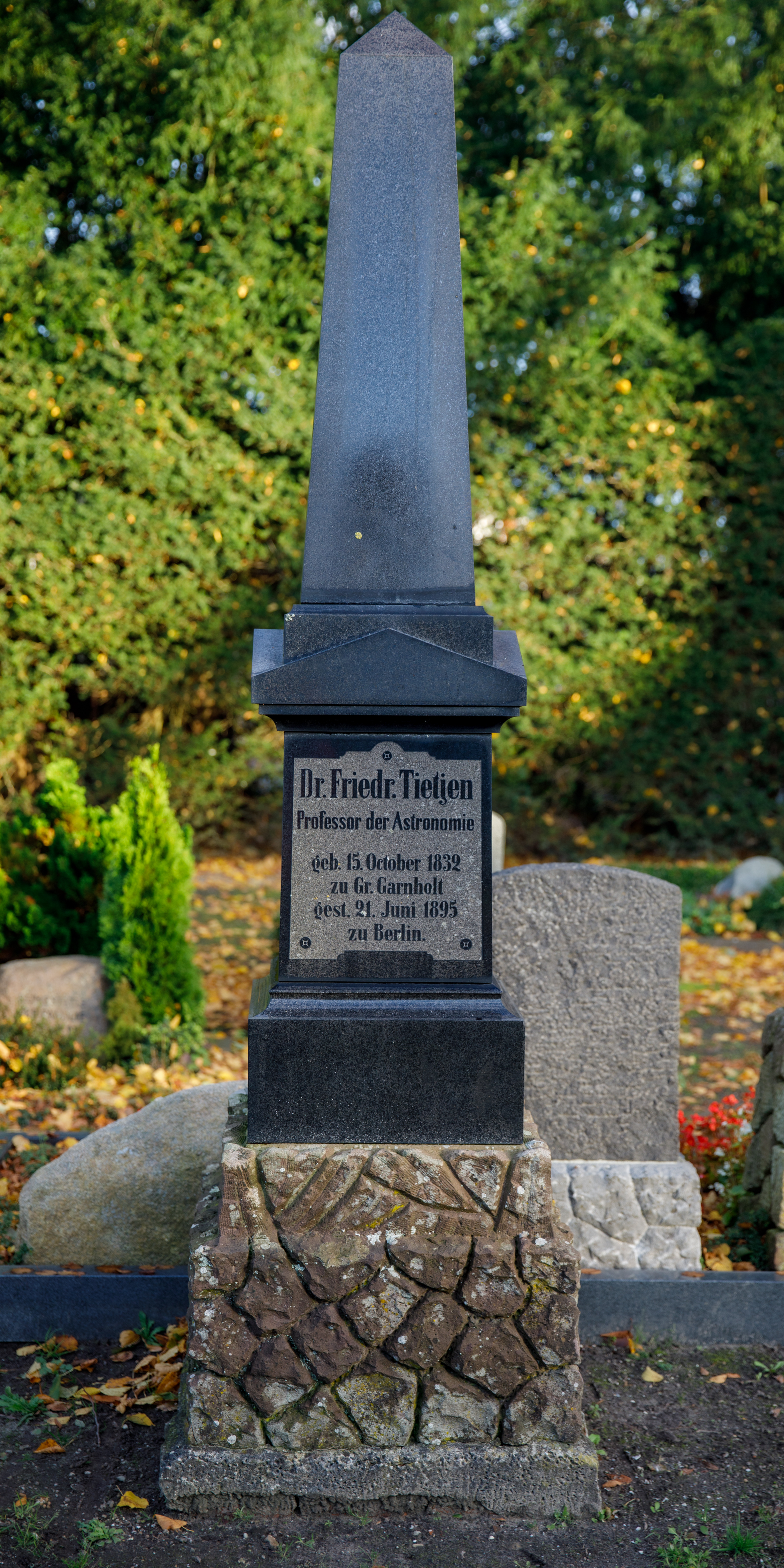
Grab in Westerstede

In seinem letzten Lebensabschnitt arbeitete Friedrich Tietjen wieder in Oldenburg, allerdings noch immer im Auftrag der königlichen Sternwarte Berlin. Er litt unter Herz-Affektionen, Asthma und als Folge unter schwerer Atemnot, so bereitete ihm seine Gesundheit immer mehr Schwierigkeiten. Tietjen reiste zur Erholung in den Mittelmeerraum und schrieb regelmäßig Briefe in die Heimat. Die erhoffte Genesung stellte sich allerdings nicht ein, am 21. Juni 1895 verstarb Friedrich Tietjen infolge seiner Krankheit. Aufgrund seiner Verbundenheit mit seiner Heimat und seiner Familie wurde er in „heimatlicher Erde“ in Westerstede begraben. Direkte Nachkommen hinterließ er nicht, hatte er doch sein ganzes Leben und seine Zeit der Wissenschaft gewidmet, anstatt eine eigene Familie zu gründen.
Friedrich Tietjen wurde weit über die Grenzen Deutschlands bekannt und war auch im Ausland hoch geschätzt. Seine Beobachtungen und wissenschaftlichen Forschungen waren seinerzeit ein wichtiger Schritt zur Bestimmung der astronomischen Entfernungen und der Bewegung der Himmelskörper im Weltall. Doch vor allem in seiner Heimat war man stolz auf den „Sterngucker“ aus Groß-Garnholt und auch im Berliner Volksmund war der „Sternkieker Tietjen“ bekannt. Dank Tietjen wussten die Westersteder und Jeveraner sogar von den Vorlieben Otto von Bismarcks und schickten dem Kanzler Schinken und Kiebitzeier. Am Hofe war Tietjen sehr beliebt und wurde sogar zu Festlichkeiten eingeladen, wie eine Einladung bezeugt.
Die Nachkommen der Familie Tietjen hüten heute die letzten verbliebenen Stücke aus dem Leben des Astronomen, darunter auch viele Privatgegenstände, Dokumente und ein großes Gemälde.

## Ehrungen
- 1883 wurde er Mitglied der Deutschen Akademie der Naturforscher Leopoldina.[2]
- Der Asteroid (2158) Tietjen wurde nach ihm benannt.